# 가나자와정
가나자와정(일본어: 金沢町)은 1926년 1월 1일부터 1936년 10월 1일까지 존재했던 일본 가나가와현 구라키군의 정이다.

## 지리
현재의 요코하마시 가나자와구 동부에 해당한다.

## 역사
- 1889년 4월 1일 - 정촌제 시행에 의해 구라키군 가나자와촌이 성립하였다.
- 1926년 1월 1일 - 가나자와촌이 정으로 승격해 가나자와정이 되었다.
- 1936년 10월 1일 - 요코하마시에 편입해, 동일 가나자와정은 폐지되어, 이소고구의 일부가 되었다.

## 교통

### 철도
- 쇼난전기철도(현 : 게이힌 급행 전철)
  - 본선
  - 즈시선

### 도로
- 요코스카 가도 (현 국도 제16호선

## 참고문헌
- 大日本篤農家名鑑編纂所編『大日本篤農家名鑑』大日本篤農家名鑑編纂所、1910年。
- 交詢社編『日本紳士録 第26版』交詢社、1921年。